# Cybaeus monticola
Cybaeus monticola är en spindelart som beskrevs av Kobayashi 2006. Cybaeus monticola ingår i släktet Cybaeus och familjen vattenspindlar. Inga underarter finns listade i Catalogue of Life.